# Aloe polyphylla
Aloe polyphylla (auch als Spiralaloe bekannt) ist eine Pflanzenart der Gattung der Aloen in der Unterfamilie der Affodillgewächse (Asphodeloideae). Das Artepitheton polyphylla leitet sich von den lateinischen Worten poly für ‚viele‘ sowie phyllus für ‚-blättrig‘ ab.

## Beschreibung

### Vegetative Merkmale
Aloe polyphylla wächst stammlos oder sehr kurz stammbildend, ist einzeln oder bildet dichte Gruppen. Die etwa 150 eiförmig-länglichen, spitz zulaufenden Laubblätter stehen in fünf spiralförmigen Reihen. Die graugrüne Blattspreite ist 20 bis 30 Zentimeter lang und 6 bis 10 Zentimeter breit. An ihrer Spitze ist sie trocken und wird tief purpurfarben. Auf der Unterseite befinden sich im oberen Drittel nahe dem Rand ein bis zwei hellgrüne bis weiße Kiele. Die Blattoberfläche ist glatt. Die festen, hellgrünen Zähne am Blattrand sind 5 bis 8 Millimeter lang und stehen 2 bis 12 Millimeter voneinander entfernt.

### Blütenstände und Blüten
Der Blütenstand besteht aus drei bis acht Zweigen und erreicht eine Länge von 50 bis 60 Zentimeter. Die dichten, zylindrischen Trauben sind 12 bis 15 Zentimeter lang und 10 Zentimeter breit. Die lanzettlich-deltoiden, spitz zulaufenden, fleischigen Brakteen weisen eine Länge von etwa 4 bis 6 Millimeter auf. Die hellroten bis lachsrosafarbenen Blüten stehen an 4 bis 6 Millimeter langen Blütenstielen. Sie sind 45 bis 55 Millimeter lang und an ihrer Basis kurz verschmälert. Oberhalb des Fruchtknotens sind die Blüten auf einen Durchmesser von etwa 10 Millimeter erweitert. Ihre Perigonblätter sind nicht miteinander verwachsen. Die Staubblätter und der Griffel ragen 5 Millimeter aus der Blüte heraus.

### Genetik
Die Chromosomenzahl beträgt {\displaystyle 2n=14}.

## Systematik, Verbreitung und Gefährdung
Aloe polyphylla ist im Westen von Lesotho in den Maloti-Bergen an steilen Basalthängen in Höhen von 2250 bis 2500 Metern verbreitet.
Die Erstbeschreibung durch Neville Stuart Pillans wurde 1934 veröffentlicht.
Aloe polyphylla wird in Anhang I des Washingtoner Artenschutz-Übereinkommen geführt.

## Nachweise